# TULIP LAND
『TULIP LAND』（チューリップ ランド）は、チューリップのベスト・アルバム。1982年8月14日発売。

## 解説
デビュー10周年を記念して発売されたベスト・アルバムで、アルバムとシングルからそれぞれバランス良く収録されている。
また、よみうりランドを「チューリップランド」と称して行った1000回記念ライブの日に発売された。
ジャケット写真は宮内ハルオが手掛けており、同氏と矢追純一によるライナーノーツも記され、メンバー5人のポートレートが同封されていた。

## 収録曲

### LP
SIDE 1
1. 魔法の黄色い靴
  - 作詞／作曲：財津和夫　ボーカル：財津和夫
2. 心の旅
  - 作詞／作曲：財津和夫　ボーカル：姫野達也
3. 銀の指環
  - 作詞／作曲：財津和夫　ボーカル：姫野達也
4. 青春の影　※シングルバージョンを収録
  - 作詞／作曲：財津和夫　ボーカル：財津和夫
5. ぼくがつくった愛のうた（いとしのEmily）
  - 作詞／作曲：財津和夫　ボーカル：姫野達也
6. 私のアイドル
  - 作詞／作曲：財津和夫　ボーカル：財津和夫
7. サボテンの花
  - 作詞／作曲：財津和夫　ボーカル：財津和夫

SIDE 2
1. 虹とスニーカーの頃
  - 作詞／作曲：財津和夫　ボーカル：財津和夫
2. 博多っ子純情
  - 作詞：安部俊幸／作曲：姫野達也　ボーカル：姫野達也
3. 夕陽を追いかけて
  - 作詞／作曲：財津和夫　ボーカル：財津和夫
4. 僕はライオン
  - 作詞／作曲：財津和夫　ボーカル：財津和夫
5. 人生ゲーム
  - 作詞／作曲：財津和夫　ボーカル：財津和夫

SIDE 3
1. Someday Somewhere
  - 作詞／作曲：財津和夫　ボーカル：財津和夫
2. 日曜の風景画
  - 作詞：財津和夫／作曲：姫野達也　ボーカル：姫野達也
3. The Love Map Shop
  - 作詞／作曲：財津和夫　ボーカル：財津和夫
4. さよなら道化者　※シングルバージョンを収録
  - 作詞／作曲：財津和夫　ボーカル：財津和夫
5. Shooting Star
  - 作詞／作曲：財津和夫　ボーカル：財津和夫

SIDE 4
1. THE 10th ODYSSEY
  - 作詞／作曲：財津和夫　ボーカル：財津和夫
2. ふたりがつくった風景
  - 作詞／作曲：財津和夫　ボーカル：財津和夫
3. めぐり逢いは想い出
  - 作詞：財津和夫／作曲：宮城伸一郎　ボーカル：宮城伸一郎
4. たとえばI LOVE YOU
  - 作詞／作曲：伊藤薫　ボーカル：伊藤薫
5. 恋のテレポーテーション
  - 作詞：財津和夫／作曲：安部俊幸　ボーカル：姫野達也
6. We Can Fly
  - 作詞／作曲：財津和夫　ボーカル：財津和夫

### CD

#### DISC.1
1. 魔法の黄色い靴
2. 心の旅
3. 銀の指環
4. 青春の影
5. ぼくがつくった愛のうた（いとしのEmily）
6. 私のアイドル
7. サボテンの花
8. 虹とスニーカーの頃
9. 博多っ子純情
10. 夕陽を追いかけて
11. 僕はライオン
12. 人生ゲーム

#### DISC.2
1. Someday Somewhere
2. 日曜の風景画
3. The Love Map Shop
4. さよなら道化者
5. Shooting Star
6. THE 10th ODYSSEY
7. ふたりがつくった風景
8. めぐり逢いは想い出
9. たとえば I LOVE YOU
10. 恋のテレポーテイション
11. We Can Fly

## クレジット
PRODUCER: KAZUNAGA NITTA
DIRECTOR: KIICHI YONEDA
ENGINEER: TAKESHI ITO
ALBUM DESIGN: TAKUYA ONO DESIGN OFFICE
ILLUSTRATION: HARUO MIYAUCHI
PHOTOGRAPHY: KENJI TAGUCHI
ALL SONGS WRITTEN, COMPOSED AND PERFORMED BY TULIP
EXECUTIVE MANAGEMENT BY Cricket
MUCH THANKS TO SHINKO MUSIC